# Muruganpalayam
Muruganpalayam es una ciudad censal situada en el distrito de Tirupur en el estado de Tamil Nadu (India). Su población es de 26349 habitantes (2011). Se encuentra a 4 km de Tirupur y a 47 km de Coimbatore.

## Demografía
Según el censo de 2011 la población de Muruganpalayam era de 26349 habitantes, de los cuales 13438 eran hombres y 12911 eran mujeres. Muruganpalayam tiene una tasa media de alfabetización del 79,61%, inferior a la media estatal del 80,09%: la alfabetización masculina es del 85,62%, y la alfabetización femenina del 73,26%.